# Felix Oberrauch
Felix Oberrauch (Bolzano, 26 maggio 1986) è un ex hockeista su ghiaccio italiano.

## Carriera
Oberrauch è un giocatore duttile, in grado di svolgere tanto il ruolo di difensore che quello di attaccante difensivo.
Fratello minore dei giocatori Arno e Max, ha vestito in massima serie le maglie di HC Torino-Valpe (2003-2004), HC Torino (2004-2005), SG Pontebba (2006-2007) e HC Val Pusteria (2007-2008 e, in prestito dalla seconda squadra, 2015-2016), mentre in seconda serie ha giocato con HC Bressanone, HC Valpellice, HC Gherdëina, SV Caldaro, Vipiteno Broncos e, dal 2014, Val Pusteria Junior, seconda squadra del Val Pusteria .
Con la maglia dell'Hockey Club Dobbiaco ha inoltre disputato un campionato di Serie C Under 26 (2009-2010) ed uno nella quarta serie austriaca (2013-2014).
Lasciato il Val Pusteria, nell'estate 2016 ha fatto ritorno al Bressanone, iscritto alla quarta serie austriaca. È rimasto ai Falcons anche nella stagione successiva, quando la squadra venne richiamata dalla FISG in Italia per disputare il campionato di terza divisione.